# Larix groenlandii
Larix groenlandii — викопний вид хвойних рослин з родини соснових (Pinaceae). Скам'янілості походять пліоцену (близько 3–5 мільйонів років тому). Це дерево було важливою частиною великих лісів, які на той час покривали північну частину сучасної Канади та Гренландію. L. groenlandii був справжнім гігантом.
У Копенгагенському музеї зберігається 3-метровий стовбур цього виду дерева, вік якого становить близько 2,3 мільйона років, знайдений у формації Кап-Копенгаген на крайній півночі Гренландії. Це також приблизно час початку льодовикових періодів.
Соснові шишки схожі на шишки L. omoloica та L. occidentalis, але настільки відрізняються від них, що, мабуть, належать до різних видів.